# Joseph d'Espagne
Joseph d'Espagne est un marchand juif, probablement radhanite, des IXe et Xe siècles. Il pourrait être le même « Joseph d'Espagne » qui écrivit plusieurs traités mathématiques en usage en Europe au Moyen Âge.
Abraham ibn Dawd et d'autres affirment que Joseph d'Espagne aurait amené les chiffres indo-arabes d'Inde en Europe.

## Source
- Weissenborn, Hermann. Zur Geschichte der Einführung der jetzigen Ziffern in Europa durch Gerbert: eine Studie, Berlin: Mayer & Müller, 1892, p. 74-78.